# Macrocilix maia
Macrocilix maia ist eine Motte aus der Gattung der Drepanidae. Sie kommt in Indien, Japan, Taiwan, Korea, China, Malaysia, Sumatra und Borneo vor.
Sie wurde 1888 von John Henry Leech als Macrocilix maia und Argyris maia beschreiben.
Die Motte hat eine Flügelspannweite von 37–45 mm. Die Imagos sind im Mai zu beobachten.

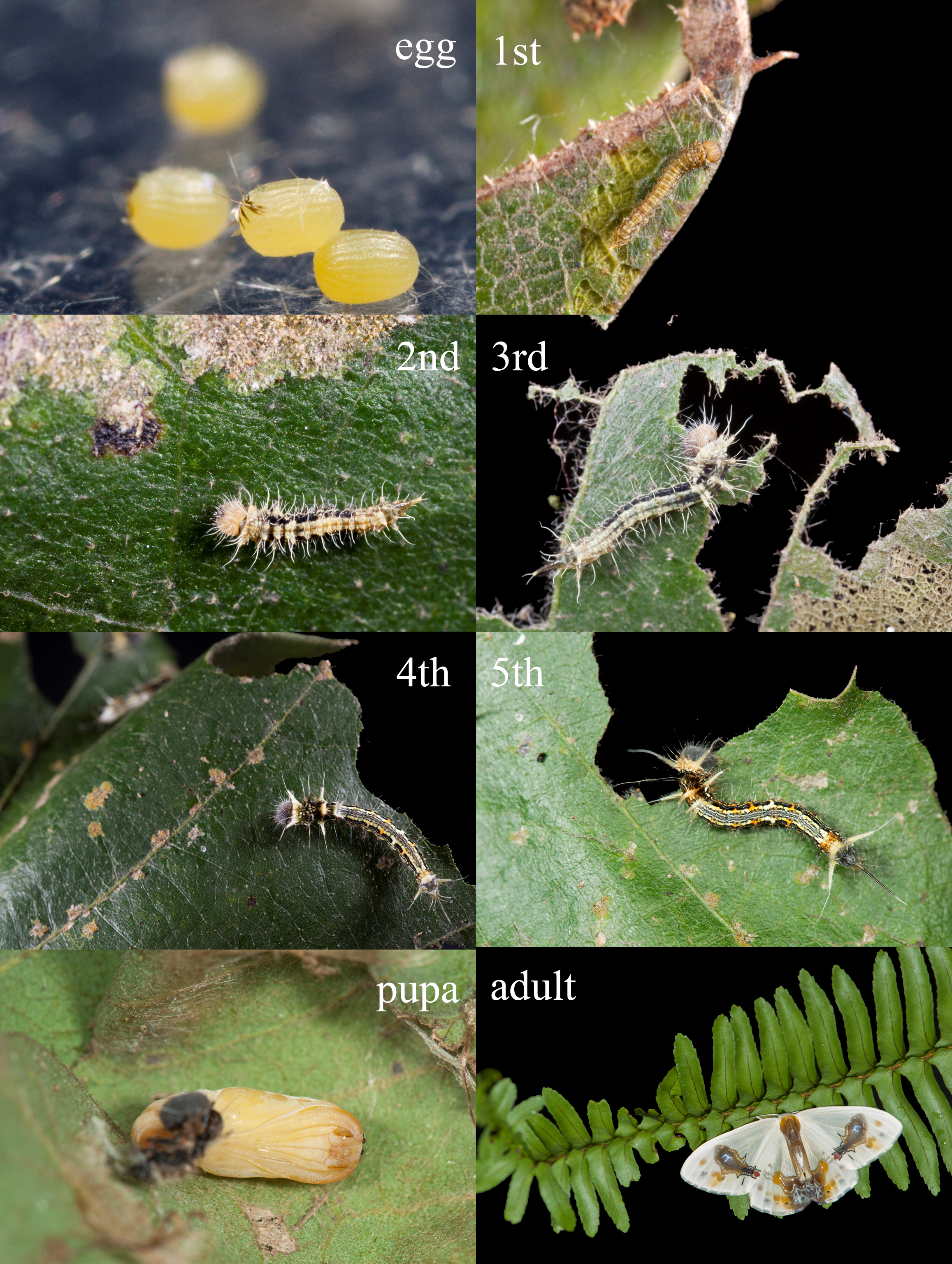

Die Raupe ernährt sich von den Blättern der Chinesischen Korkeiche. Sie hat einen cremefarbigen Körper mit schwarzen Mustern.
Das Muster der erwachsenen Motte zeigt zwei Fliegen, die sich von Vogelkot ernähren. Die Motte hat einen stinkenden Geruch. Es ist eine Form von Mimikry.